# Brštanik
 Ovo je glavno značenje pojma Brštanik. Za druga značenja pogledajte Brštanik (razdvojba).
Brštanik je srednjovjekovni grad na lijevoj obali Neretve, pored grada Opuzena. Prvi spomen datira u XII. stoljeće, kao posjed humskoga kneza Miroslava, zatim manastira sv. Petra i Pavla na Limu. Bosanski kralj Tvrtko na temeljima postojeće rimske utvrde 1373. gradi utvrdu koja je osim obrambene uloge služila i kao trgovište soli. Dubrovčani ga ruše 1472., a Osmanlije 1483. Njenom je gradnjom Tvrtko dobio izlaz na more, a namjerom gradnje brodogradilišta planirao je spriječiti gospodarsko-prometnu ovisnost o Dubrovniku.
Mletačka Republika ga u današnjem obliku obnavlja 1686., a sve do 1878. služio je kao utvrda s vojnom posadom. Od 1886. godine služio je kao bolnica za oboljele od kolere, a 1938. je zapaljen. Utvrda je danas u ruševnom stanju. Izvorni oblik nepoznat je zbog čestih rušenja i obnova. Nalazi se na popisu zaštićenih kulturnih dobara Republike Hrvatske.